# ワット・プラシーマハタート駅
ワット・プラシーマハタート駅（タイ語:สถานีวัดพระศรีมหาธาตุ）はタイ王国バンコク都バーンケーン区にある、バンコク・スカイトレイン（以下、BTS）スクムウィット線とノーザン・バンコク・モノレールピンクラインの駅である。駅番号は「N17」、「PK16」。

## 概要
両駅とも上下分離方式によりBTSグループ企業が両路線を運行している。また、両駅間を中間改札なしで乗り換えることも可能であるが、乗車方法によってはいったん改札を出場する必要がある（後述）。

### スクムウィット線
BTSスクムウィット線3期区間として、2020年に開業した。なお同区間はバンコク都が管理し、BTSCが運営する。

#### 駅構造
パホンヨーティン通り、チェーンワッタナ通り、ラームイントラ通りの交わるロータリー上に位置する高架駅。U2階がコンコース・改札階、U3階がホーム階である。U2階は同一階付近にチェーンワッタナ通り-ラームイントラ通りの立体交差道路部分が干渉するため、南側と北側の2箇所に分かれている。プラットホームは島式1面2線構造であり、可動式ホーム柵を完備している。

#### のりば

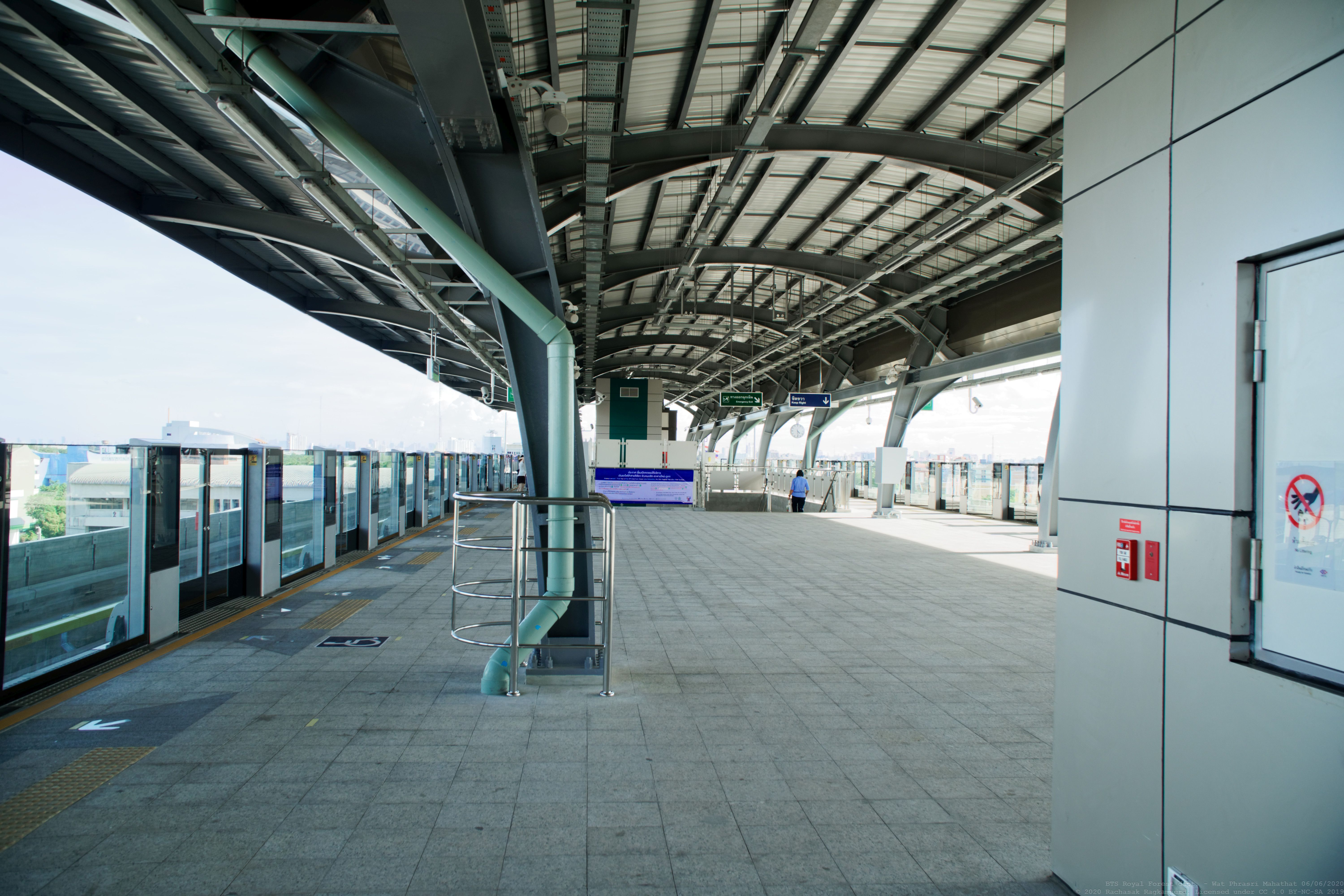
スクムウィット線乗り場

| 番線 | 路線              | 行先                                       |
| ---- | ----------------- | ------------------------------------------ |
| 1    | ■スクムウィット線 | モーチット・サイアム・アソーク・ケーハ方面 |
| 2    | ■スクムウィット線 | クーコット方面                             |

### ピンクライン
国有企業タイ大量高速輸送公社(MRTA)が管理し、BTSグループ子会社のノーザン・バンコク・モノレール社が運営する。

#### 駅構造
上下線の間にラームイントラ通りが走っており、ホーム間隔が広い。プラットホームは相対式2面2線構造であり、可動式ホーム柵を完備している。

## 歴史
- 2020年6月5日 - BTSスクムウィット線3期延伸とともに開業[4][5]。
- 2023年11月21日 - ノーザン・バンコク・モノレールピンクライン、公開試運転開始。

- 2024年1月7日 - ピンクライン、営業開業。

## 乗り継ぎ
スクムウィット線、ピンクラインどちらも運行会社は同系列に属しているが、当駅で乗り継ぐ場合は割引制度がなく、乗車距離を通算する制度もないので、両線ごとの運賃が合算される。ラビット・カードを利用して乗車する場合は改札を出場することなく乗り換えることができるが、やはり割引はされない（2025年現在）。
ピンクライン線内ではタッチ決済対応のクレジットカードで乗車できる一方、スクムウィット線では同サービスが提供されていないため、ピンクラインから乗り換える場合は当駅の改札をいったん出場する必要がある。
逆に、BTSの一日乗車券を利用した場合も、同券でピンクライン線内を乗車することができないため、同様にいったん改札を出る必要がある。

## 駅周辺
- ワット・プラシーマハタート（タイ語版、英語版）
- 首都圏配電公社（タイ語版、英語版）
- バンコク公立図書館バーンケーン地区
- 保健省疾病管理局（タイ語版） 都市疾病予防研究所
- バーンケーン警察署
- バーンケーン消防署
- プラナコーンラジャバート大学（タイ語版）
- クリーク大学（タイ語版、英語版）
- 首都圏水道局（タイ語版、英語版）
- ロータス ラクシー店
- タイ王立陸軍運輸局
- ワット・プラシーマハタートデモンストレーション高校（タイ語版）

## 隣の駅
バンコク・スカイトレイン
■スクムウィット線
パホンヨーティン59駅 (N18) - ワット・プラシーマハタート駅 (N17) - グロム・タハーンラープティ11駅 (N16)
■ピンクライン
ラチャパットプラナコーン駅(PK15) - ワット・プラシーマハタート駅 (PK16) - ラームイントラ3駅(PK17)